# 伊勢村護
伊勢村 護（いせむら まもる、1941年1月 - ）は、日本の生物学者（構造生物化学・細胞生物学）。勲等は瑞宝中綬章。学位は理学博士（大阪大学・1968年）。静岡県立大学名誉教授。
大阪大学理学部助手、ボストン大学リサーチフェロー、新潟大学医学部助教授、東北大学医学部助教授、静岡女子大学家政学部教授、静岡県立大学食品栄養科学部教授、静岡県立大学食品栄養科学部学部長（第2代）、静岡県立大学大学院生活健康科学研究科研究科長、静岡県立大学学長補佐などを歴任した。

## 概要
構造生物化学、細胞生物学を専攻する生物学者である。細胞接着因子の構造や機能についての研究で知られている。大阪大学を経て、ボストン大学で研究に従事したのち、新潟大学、東北大学、静岡女子大学、静岡県立大学で教鞭を執った。

## 来歴

### 生い立ち
1941年に生まれた。大阪大学理学部高分子学科にて分子学を学び、1963年に卒業した。その後、大阪大学大学院理学研究科に進学・在籍して生化学などを修め、1968年3月に博士課程単位取得満期退学した。翌月から、大阪大学の理学部化学科にて助手として勤務することになる。そこでタカアミラーゼの基質特異性について研究を行ったところ、それが認められ同年9月に博士号を授与された。

### 研究者として
博士号を取得した翌月より、アメリカ合衆国のボストン大学にてリサーチフェローとして勤務した。帰国後は新潟大学の医学部や東北大学の医学部にて助教授を務めた。1986年4月に静岡女子大学に転じ、家政学部の教授に就任した。静岡女子大学が静岡薬科大学や静岡女子短期大学と統合されて静岡県立大学が発足すると、1987年4月より静岡県立大学の食品栄養科学部にて引き続き教授を務めた。食品栄養科学部においては、主として栄養学科の講義を担当し、生化学教室を受け持った。なお、1990年3月までは静岡女子大学の教授も兼任していた。1991年4月、静岡県立大学の大学院に生活健康科学研究科が新設されると、そちらの教授も兼務した。生活健康科学研究科においては、主として食品栄養科学専攻の講義を担当し、細胞生化学教室を受け持った。学内では要職を歴任しており、星猛の後任として1993年に食品栄養科学部の学部長に就任した。生活健康科学研究科の研究科長や、附属図書館の館長、さらには学長補佐も務めた。また、2003年にはニッポン放送のラジオ番組『健康ワンポイント』に出演するなど、マスコミなどへの登場も多かった。
2006年3月に静岡県立大学を定年退職し、同年、名誉教授の称号を授与された。また、第2代塩野義製薬社長である塩野義三郎の遺産を元に設立された「篷庵社」では、評議員として財団の管理・運営に携わっていた。2022年11月、これまでの功績に対し瑞宝中綬章が授与された。

## 研究
専門は生物学であり、特に構造生物化学、細胞生物学といった分野の研究に従事した。細胞生化学においては、細胞接着因子の構造や機能についての研究に取り組んだ。また、食品成分による悪性新生物の抑制や、食品成分による遺伝子発現の制御についても、それぞれ研究していた。研究成果については論文などで発表しており、英文論文は160編に達した。栄養士養成功労者として、2005年度に厚生労働大臣表彰を受けている。

## 略歴
- 1963年 - 大阪大学理学部卒業。
- 1968年 - 大阪大学大学院理学研究科単位取得満期退学[1]。
- 1968年 - 大阪大学理学部助手。
- 1968年 - ボストン大学リサーチフェロー。
- 1971年 - 新潟大学医学部助教授。
- 1980年 - 東北大学医学部助教授。
- 1986年 - 静岡女子大学家政学部教授。
- 1987年 - 静岡県立大学食品栄養科学部教授[1]。
- 1993年 - 静岡県立大学食品栄養科学部学部長[3]。
- 1997年 - 静岡県立大学大学院生活健康科学研究科研究科長。
- 2006年 - 静岡県立大学定年退職[1]。
- 2006年 - 静岡県立大学名誉教授。

## 賞歴
- 1992年 - 知恩会斉藤賞。
- 2001年 - 静岡県茶業会議所茶学術研究顕彰。
- 2003年 - 日本文化振興会国際アカデミー賞。
- 2005年 - 栄養士養成功労者厚生労働大臣表彰。

## 栄典
- 2022年 - 瑞宝中綬章[1][6]。

## 出演
- 『健康ワンポイント』ニッポン放送、2003年3月31日〜2003年4月4日。

## 著作
- 伊勢村護・藤森進編著『緑茶パワーと健康のサイエンス』アイ・ケイコーポレーション、2004年。ISBN 4874922201
- 横越英彦編著、伊勢村護ほか著『代謝栄養学』同文書院、2005年。ISBN 9784810313079
- 伊勢村護監修『茶の効能と応用開発』シーエムシー出版、2006年。ISBN 4882315483

## 関連人物
- 三好規之